# Her Son
Her Son é um filme de drama romântico britânico de 1920, dirigido por Walter West e estrelado por Violet Hopson, Stewart Rome e Mercy Hatton. Foi baseado no romance Her Son, de Horace Annesley Vachell.

## Elenco
- Violet Hopson - Dorothy Fairfax
- Stewart Rome - Dick Gascoyne
- Mercy Hatton - Cristal Wride
- Cameron Carr - David Hesseltine
- John Stuart - Min Gascoyne
- Mary Masters - Susan
- Nicholas Hopson Worster - Min criança